# Mayfield, Utah
Mayfield är en ort i Sanpete County i delstaten Utah, USA.